# Kathryn Hire
Kathryn Patricia "Kay" Hire (Mobile, 26 de agosto de 1959) é uma astronauta norte-americana.
Formada em engenharia pela Academia Naval dos Estados Unidos (USNA) e em tecnologia espacial pelo Instituto de Tecnologia da Flórida (FIT), recebeu as asas de oficial e piloto naval em 1982, realizando missões de pesquisa oceanográfica aérea em todo mundo durante os anos seguintes.
Em 1993, tornou-se a primeira mulher a ser engajada como piloto em esquadrões aéreos de combate, voando em aviões de patrulha costeira e marítima dos Estados Unidos. Como integrante do comando naval central dos Estados Unidos, fez parte do apoio aéreo à invasão do Afeganistão em 2001 e à invasão do Iraque em 2003. 
Começou a trabalhar no Centro Espacial John F. Kennedy em 1989, na área de engenharia ligada aos sistemas do ônibus espacial e das unidades móveis extraveiculares, que possibilitam aos astronautas caminharem no espaço sem ligação física com a nave-mãe. Selecionada para o treinamento de astronauta em maio de 1994, após o período de treinamento atuou como CAPCOM – controladora de vôo – no controle de missão em Houston.
Foi ao espaço em 17 de abril de 1998, como especialista de missão da tripulação da STS-90 Columbia, uma missão de pesquisas neurológicas do Spacelab (Neurolab), dedicada ao estudo das funções do sistema nervoso e do cérebro humano em gravidade zero, passando dezesseis dias em órbita, num total de 381 horas no espaço.
Doze anos depois, em fevereiro de 2010, Hire voltou ao espaço, como especialista de missão na área de robótica, da STS-130 Endeavour.